# Клют
«Клют» (англ. Klute) — фильм американского режиссёра Алана Пакулы, первая часть неформальной «трилогии паранойи». Классика Нового Голливуда и один из стилеобразующих примеров неонуара.

## Сюжет
Джон Клют (Дональд Сазерленд) расследует исчезновение своего знакомого. Единственный ключ — письмо пропавшего в адрес нью-йоркской «девушки по вызову» Бри Дэниелс (Джейн Фонда). Клют поселяется рядом с квартирой Бри и устанавливает круглосуточное наблюдение за её домом. Вечером девушке кто-то звонит и дышит в трубку. Время от времени на крыше раздаются шаги. Бывшие подруги Бри одна за другой умирают при сомнительных обстоятельствах. Невидимый преследователь затягивает вокруг девушки свою удавку.
Под давлением обстоятельств Бри вынуждена поставить крест на своей самодостаточности и сделать шаг навстречу Клюту. Вместе им удаётся рассеять атмосферу подозрительности и страха.

## В ролях
- Джейн Фонда — Бри Дэниелс
- Дональд Сазерленд — Джон Клют
- Чарльз Чоффи — Питер Кейбл
- Рой Шайдер — Фрэнк Лигурин
- Дороти Тристан — Арлин Пейдж
- Рита Гэм — Трина
- Натан Джордж — Траск
- Сильвестр Сталлоне (в титрах не указан)

## Темы
Рецензенты сразу обратили внимание на то, что, вопреки названию, центральной для фильма фигурой является не простоватый провинциальный сыщик с непроницаемым лицом, а энергичная героиня Джейн Фонды. Феминистки не без возмущения истолковали сюжет фильма как покаяние «кошки, которая гуляет сама по себе»: под давлением мужчин свободолюбивая Бри вынуждена вернуться к традиционному статусу послушной жены. Хотя в мире нуара роковая женщина, как правило, вполне самодостаточна, «Клют» высвечивает неспособность современной эмансипированной женщины самостоятельно обеспечить собственную безопасность. Вместе с тем трактовать фильм как утверждение патриархальных ценностей затруднительно ввиду того, что вся городская жизнь — так, как она показана создателями фильма, — проникнута чувством затаённой угрозы.
Один из комментаторов назвал «Клют» самым интересным высказыванием Голливуда на тему проституции. Фильм поднимает вопрос о цене риска в профессии, которая требует от клиентов тотального раскрепощения. Существует и другая трактовка глубинной темы фильма: вуайеризм (в том числе опосредованный современными техническими средствами) как основной способ реализации сексуального желания в механистическом обществе конца XX века.

## Визуальный аспект
«Клют» стал визитной карточкой оператора Гордона Уиллиса, прозванного впоследствии «князем тьмы» за способность работать при крайне тусклом освещении. Помимо затемнения, Уиллис использует в фильме немало нестандартных приёмов работы с изображением. Тени сгущаются, нагнетается ощущение клаустрофобии и тотального отчуждения. И только истинный носитель зла отгорожен от мира прозрачными стеклянными поверхностями. Операторская работа Уиллиса произвела на профессионалов такое впечатление, что он был приглашён поработать над высокобюджетной экранизацией романа «Крёстный отец» (1972).

## Признание
За роль Бри Дэниэлс актриса Джейн Фонда была удостоена премий «Оскар» и «Золотой глобус». Это стало неожиданностью для режиссёра, который сетовал на то, что во время съёмок актриса вела себя легкомысленно и по 40 раз в день созванивалась со своими ухажёрами. Фильм также номинировался на «Оскар» за лучший оригинальный сценарий. Заявленные Аланом Пакулой темы фетишизированного упоения прослушкой и разложения городской жизни в Нью-Йорке получат дальнейшее развитие во многих фильмах Нового Голливуда.